# Sun Gangs
Sun Gangs è il terzo studio album della band neozelandese The Veils. Nel Regno Unito la sua data di pubblicazione è stata il 6 aprile 2009 mentre negli Stati Uniti è stato pubblicato il giorno successivo. È stato pubblicato in tre diversi formati: CD, Vinile e Digitale. La versione LP include un codice che permette il download gratuito dell'album in USA, mentre nel Regno Unito lo stesso codice dà diritto a una copia gratuita della versione CD.

## Tracce
1. Sit Down By the Fire
2. Sun Gangs
3. The Letter
4. Killed By the Boom
5. It Hits Deep
6. Three Sisters
7. The House She Lived In
8. Scarecrow
9. Larkspur
10. Begin Again

## Classifiche
| Chart                           | Peak |
| ------------------------------- | ---- |
| Belgian Albums Chart (Flanders) | 58   |
| Dutch Albums Chart              | 96   |
| New Zealand Albums Chart        | 26   |